# Wilhelm Lenz (Politiker, 1897)
Wilhelm Friedrich Lenz (* 16. März 1897 in Kleinlinden; † 10. August 1969 in Gießen) war ein hessischer Politiker (KPD Hessen) und ehemaliger Abgeordneter des Landtags des Volksstaates Hessen in der Weimarer Republik.

## Leben
Wilhelm Lenz war der Sohn des Bergmanns Wilhelm Lenz III. und dessen Frau Elisabeth geborene Klös. Er war mit Martha geborene Rodenhausen (1899–1978) verheiratet und evangelischer Konfession.
Wilhelm Lenz arbeitete als Mechaniker in Gießen-Wieseck. 1916 wurde er zum Militärdienst eingezogen und erlebte den Ersten Weltkrieg als Soldat in Russland und Frankreich.
Wilhelm Lenz trat 1923 in die KPD ein und war für diese in der 5. Legislaturperiode von 1931 bis 1932 Landtagsabgeordneter. Nach der Machtergreifung der Nationalsozialisten wurde er 1933 in „Schutzhaft“ genommen, nach sechs Wochen jedoch wieder entlassen. Wegen illegaler Arbeit für die KPD wurde er im Juni 1935 erneut verhaftet und im November 1935 zu drei Jahren Zuchthaus wegen „Vorbereitung zum Hochverrat“ verurteilt. Nach Verbüßung der Haft wurde von 1938 bis 1945 im KZ Buchenwald festgehalten.
Er war dann zuerst für die US-Militärregierung tätig und später Fuhrunternehmer in Gießen. Politisch trat er  nicht mehr hervor. Wilhelm Lenz starb am 10. August 1969 in Gießen-Wieseck.